# 登別市立鷲別中学校
登別市立鷲別中学校（のぼりべつしりつ わしべつちゅうがっこう）は、 北海道登別市鷲別町に所在する、公立中学校。生徒数は約300人以上。1947年（昭和22年）に開校した。

## 歴史
- 1947年、幌別村立鷲別中学校として幌別村立鷲別小学校に間借りする形で開校した[1]。
- 1950年、隣接地に校舎が完成し移転[1]。
- 1983年、学区の変更により一部の生徒を登別市立緑陽中学校へ転籍[1]。

## 教育目標
- 健康で明るい（強い心と体、健康安全、明朗性）
- 情操豊かな人（思いやる心、公共心、創造性）
- 勤労意欲の強い人（勤労、責任感、根気、実践力）
- 真理を愛する人（正義感、協調性、思考力、判断力）
- 礼儀正しい人（礼儀、敬愛心、規律）

## 有名な著名人
- 佐々木友也 - サポート・ワン創立者